# Молочай мелкоплодный
Молоча́й мелкопло́дный (лат. Euphórbia microcárpa) — многолетнее травянистое растение; вид рода Молочай (Euphorbia) семейства Молочайные (Euphorbiaceae).

## Морфология
Растение 15-80 см высотой, сизое, голое или слабо опушённое.
Корень шнуровидный, ползучий.
Стебли одиночные или немногочисленные, более-менее прямостоячие, 14—63 см высотой, внизу 0,5—2 мм в диаметре, простые, только наверху с 1—11 пазушными цветоносами 1,2—5(8) см длиной, иногда без таковых, большей частью без нецветущих ветвей.
Стеблевые листья коротко-черешчатые или почти сидячие, 7-35(50) мм длиной, 0,7-9 мм шириной, из клиновидного основания линейно-лопатчатые, эллиптически-линейные, линейно-нитевидные, узко-обратно-ланцетовидные или продолговато-обратно-ланцетовидыне, наверху тупые или едва остроконечные (верхние иногда острые), нередко (особенно верхние) серповидно изогнутые, по краю хрящеватые, едва городчатые или почти цельнокрайные, с одной жилкой.
Верхушечные цветоносы в числе 4—12, 1—4(6,5) см длиной, как и пазушные — простые или на конце один-два раза двураздельные. Листочки обёртки сидячие, из коротко-клиновидного или округлённого, но не расширенного основания узколинейно-эллиптические, линейно-продолговатые, яйцевидные или реже ромбически-яйцевидные, 4—20(28) мм длиной, 0,5—3,5(8) мм шириной, коротко-остроконечные или тупые; листочки обёрточек по два, треугольно-яйцевидные, почковидные или поперечно-эллиптические, 3—10 мм длиной, 4—15 мм шириной, большей частью заострённые или тупые, иногда взаимно налегающие основаниями; бокальчик колокольчатый, 1,5—2 мм в диаметре, снаружи голый, с продолговатыми или округлыми бахромчатыми лопастями. Нектарники тёмные, полулунные, большей частью коротко-двурогие, с рожками обыкновенно длиною с ширину нектарника. Столбики 1-1,5 мм длиной, в основании примерно на 1/4 длины сросшиеся, наверху на 1/5 длины рассечённые. Цветёт в мае — второй половине июля.
Плод — реповидный трёхорешник, 2,5—3 мм длиной, 3—3,5(4) мм шириной, глубоко-трёхбороздчатый, с гладкими, округлёнными, только по спинке чуть морщинисто-бугорчатыми лопастями. Семена 1,5-2 мм длиной, яйцевидные, гладкие, серовато-бурые или буроватые, с приплюснутой сидячей карункулой. Плодоносит в первой половине июня —июле.

## Распространение
Встречается в Западной Сибири (Тюменская, Новосибирская, Курганская, Омская области), на Алтае и в Казахстане, в Северо-Западном Китае.
Растёт на разнотравных влажных, особенно заливных лугах, в светлых берёзовых, дубовых и сосновых лесах, в степях, по оврагам, среди кустарников и на меловых склонах.
На Алтае распространён от западной равнинной части Кулунды, в горы проникает до сёл Алтайского, Чемала и Теньги.

## Таксономия
|  |                                      |  |                                                             |                                                             |                      |  | ещё 36 семейств (согласно Системе APG II), в том числе Маковые | ещё 36 семейств (согласно Системе APG II), в том числе Маковые |                          |  |  |  | ещё ≈2000 видов |
|  |                                      |  |                                                             |                                                             |                      |  | ещё 36 семейств (согласно Системе APG II), в том числе Маковые | ещё 36 семейств (согласно Системе APG II), в том числе Маковые |                          |  |  |  | ещё ≈2000 видов |
|  |                                      |  |                                                             | порядок Мальпигиецветные                                    |                      |  |                                                                |                                                                | род Молочай (Euphorbia)  |  |  |  |                 |
|  |                                      |  |                                                             | порядок Мальпигиецветные                                    |                      |  |                                                                |                                                                | род Молочай (Euphorbia)  |  |  |  |                 |
|  | отдел Цветковые, или Покрытосеменные |  |                                                             |                                                             | семейство Молочайные |  |                                                                |                                                                | вид Молочай мелкоплодный |  |  |  |                 |
|  | отдел Цветковые, или Покрытосеменные |  |                                                             |                                                             | семейство Молочайные |  |                                                                |                                                                |                          |  |  |  |                 |
|  |                                      |  | ещё 44 порядка цветковых растений (согласно Системе APG II) | ещё 44 порядка цветковых растений (согласно Системе APG II) |                      |  |                                                                | ещё >300 родов                                                 | ещё >300 родов           |  |  |  |                 |
|  |                                      |  |                                                             | ещё 44 порядка цветковых растений (согласно Системе APG II) |                      |  |                                                                |                                                                | ещё >300 родов           |  |  |  |                 |